# Saint-Célerin
Saint-Célerin ist eine französische Gemeinde mit 881 Einwohnern (Stand: 1. Januar 2022) im Département Sarthe in der Region Pays de la Loire. Sie gehört zum Arrondissement Mamers und zum Kanton Savigné-l’Évêque (bis 2015: Kanton Montfort-le-Gesnois). Die Einwohner werden Gérois genannt.

## Geographie
Saint-Célerin liegt etwa 21 Kilometer nordöstlich von Le Mans. Umgeben wird Saint-Célerin von den Nachbargemeinden Bonnétable im Norden, La Chapelle-Saint-Rémy im Osten und Südosten, Lombron im Süden sowie Torcé-en-Vallée im Westen und Nordwesten.

## Bevölkerungsentwicklung
| Jahr                      | 1962 | 1968 | 1975 | 1982 | 1990 | 1999 | 2006 | 2013 |
| Einwohner                 | 558  | 469  | 418  | 408  | 403  | 415  | 617  | 836  |
| Quelle: Cassini und INSEE |      |      |      |      |      |      |      |      |

## Sehenswürdigkeiten
- Kirche Sainte-Trinité aus dem 12. Jahrhundert, Umbauten aus dem 16. Jahrhundert, Monument historique
- Schloss Boisdoublé aus dem Jahre 1625, seit 1996 Monument historique

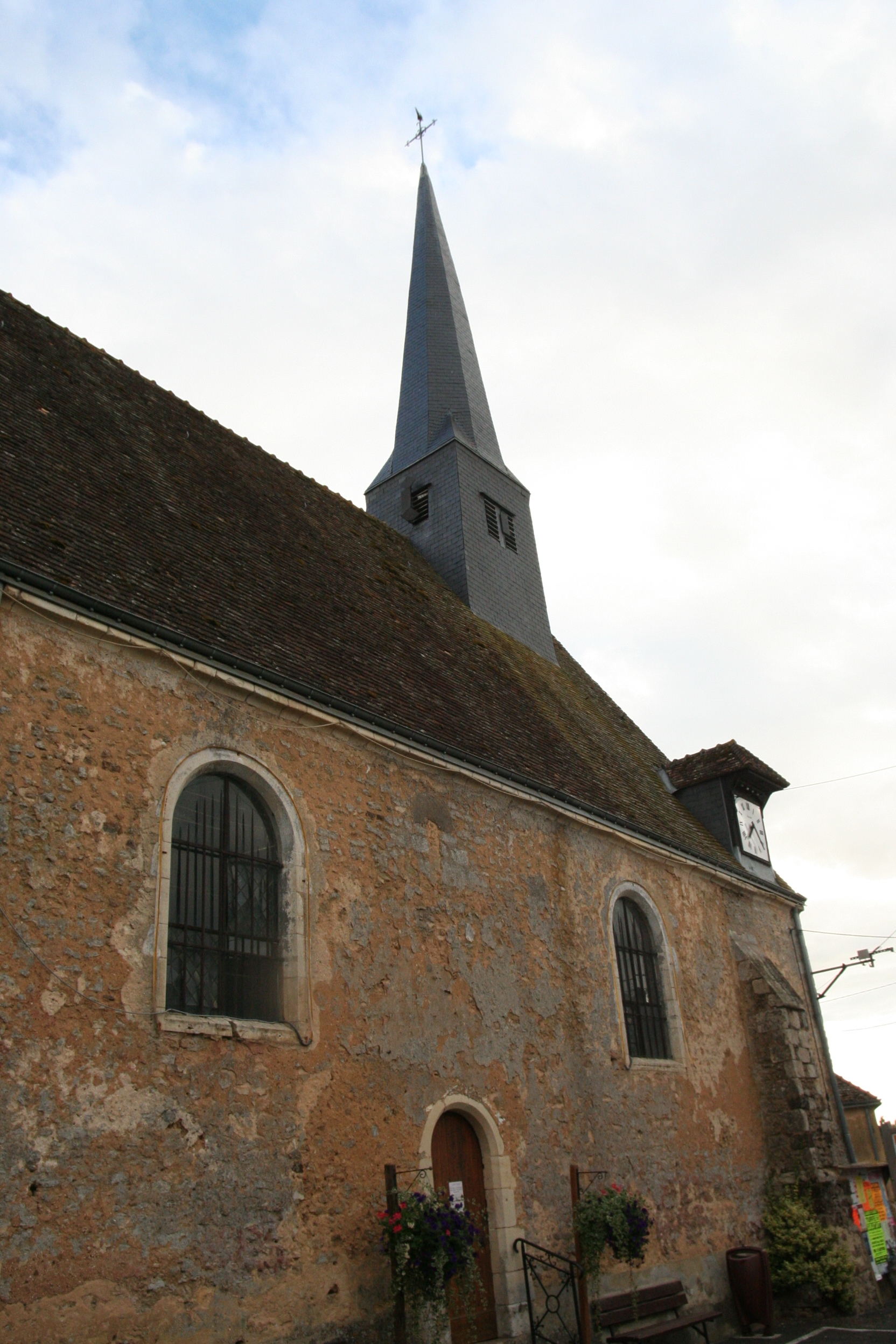
Kirche Sainte-Trinité